# Philodromus utotchkini
Philodromus utotchkini es una especie de araña cangrejo del género Philodromus, familia Philodromidae. Fue descrita científicamente por Marusik en 1991.

## Distribución
Esta especie se encuentra en Rusia (Sur de Siberia, Lejano Oriente).